# Cerovac (Smederevska Palanka)
Pour les articles homonymes, voir Cerovac.
Cerovac (en serbe cyrillique : Церовац) est une localité de Serbie située dans la municipalité de Smederevska Palanka, district de Podunavlje. Au recensement de 2011, elle comptait 1 006 habitants.
Cerovac est officiellement classé parmi les villages de Serbie.

## Démographie

### Évolution historique de la population
| 1948  | 1953  | 1961  | 1971  | 1981  | 1991  | 2002  | 2011  |
| ----- | ----- | ----- | ----- | ----- | ----- | ----- | ----- |
| 1 681 | 1 724 | 1 680 | 1 635 | 1 492 | 1 418 | 1 177 | 1 006 |

|  |